# TibiaME
Das Spiel TibiaME („Tibia Micro Edition“) ist ein Fantasy-MMORPG von CipSoft, das online auf einem Handy gespielt werden kann. Es ist das erste MMORPG für Handys.
TibiaME ist ein Schwesterprojekt von Tibia. Wie sein großer Bruder spielt es in einer mittelalterlichen Fantasiewelt. Ziel des Spiels ist es, einen Charakter auszubauen. Es wurde 2003 entwickelt und bekommt seitdem weiterhin Updates. TibiaME und Tibia wurden von CipSoftGmbh entwickelt, das 1997 nach dem Erfolg von Tibia gegründet wurde. Besonderer Beliebtheit erfreut sich TibiaME im osteuropäischen (Russland) und fernöstlichen Raum (Indonesien).

## Gameplay
In TibiaME spielt man einen Charakter, den man durch eine offene Welt bewegt. Dabei kann man sich zwischen zwei Klassen entscheiden: Die Ritter- und die Magierklasse. In der Welt gibt es verschiedene Gegner wie zum Beispiel Wölfe aber auch Dungeons und weiteres. Das Spiel ist im Pixelstil und wurde ursprünglich für Hochformat entwickelt, später kam allerdings noch ein Querformat hinzu, wodurch ein paar GUIs nicht im passenden Format sind und teilweise den gesamten Bildschirm bedecken. Auch hat das Spiel eine Karte mit unterschiedlichen Städten und zahlreichen Landschaftsgebieten. 
In den Städten können die Spieler mit Nicht-Spieler-Charakteren handeln und anders interagieren. Neben dem Aspekten die eigenen Fähigkeiten auszubauen, die Karte zu entdecken und seine Geheimnisse zu lüften, ist das gesellschaftliche und politische Interagieren mit den anderen Spielern ein Hauptmerkmal des Spieles.